# Porrhomma sodonta
Porrhomma sodonta är en spindelart som först beskrevs av Chamberlin 1948.  Porrhomma sodonta ingår i släktet Porrhomma och familjen täckvävarspindlar. Inga underarter finns listade i Catalogue of Life.